# Gijang-gun
Gijang-gun (koreanska: 기장군) är en landskommun  i staden och provinsen Busan i den sydöstra delen av Sydkorea, 300 km sydost om huvudstaden Seoul.
Landskommunen består av ytterområdena norr om centrala Busan och delas administrativt in i fyra eup (köpingar, tätbebyggda områden) och en myeon (socken, landsbygdsområde). Dessa är Cheolma-myeon, centralorten Gijang-eup, Ilgwang-eup, Jangan-eup och Jeonggwan-eup. 